# Asterie
Asterie is een Belgisch bier.
Het bier wordt gebrouwen door Brasserie d'Ecaussinnes te Écaussinnes.
Asterie is een witbier met een alcoholpercentage van 4,9%.